# عرب‌دیزجی
عَرَب‌دیزَجی، روستایی از توابع بخش دشتک شهرستان چالدران در استان آذربایجان غربی ایران است.
عَرَب‌دیزَج، روستایی از توابع بخش آواجیق شهرستان چالدران در استان آذربایجان غربی ایران است.
```
 آواجیق در دوران قاجار در تقسیمات کشوری یکی از محال‌های خوی بوده است و و در امتداد جاده ابریشم بوده که کاروان‌ها از خوی و زورآوا و آواجیق گذشته و به ارزوم در خاک عثمانی می‌رسیدند .
 عربدیزج دومین روستای بزرگ آواجیق است که پس از ورود ایل آیرملو بعد از عهد نامه ترکمانچای از شوراگل ایروان به آواجیق، به حضرتقلی خان دومین پسر بداق سلطان حاکم سابق سلطان نشین شوراگل، واگذار شد.
 غیر از آیرملوها طایفه‌های خلیفه لیلر، شرفلیلر، شادلو، حسن پور،.... ساکنین آن را تشکیل می‌دهند که تماماً ترک مسلمان بوده و به زبان ترکی آذربایجانی تکلم می‌کنند .
 شغل عمده ساکنین دامداری و کشاورزی می‌باشد و اکثر شاغلین در دستگاه‌های دولتی از این روستا نظامی می‌باشند. نماینده دو دوره مردم ماکو، چالدران در مجلس شورای اسلامی از اهالی این روستا می‌باشد.
این روستا از روستاهای پرآب آواجیق می‌باشد و دارای دو رودخانه فصلی و چند چشمه که دارای آب قابل توجهی می‌باشد از جمله چشمه‌های داشلی بلاق و زَی سو می‌باشد و دارای چمنزارهای طبیعی در جهات جغرافیایی شرق و جنوب می‌باشد و مراتع سرسبز آن در جهت جغرافیایی غرب واقع شده که هم‌مرز با کشور ترکیه است و عشایر کوچ نشین منطقه بورالان از آن بهره‌برداری می‌کنند
```

```
 عمده کشت محصولات زراعی آن یونجه، جو و گندم می‌باشد. این روستابه علت دارا بودن کوه‌ها، چشمه‌ها، ییلاقات، غارهای سنگی، آبشار و باغچه‌های درخت تبریزی و داشتن آب هوای خنک در فصل تابستان از پتانسیل خوبی برای طبیعت گردی برخوردار می‌باشد.
 آبشارشرشر در منطقه سوتوکولن عرب دیزج واقع بوده که دارای دو آبشار بوده و راه دسترسی به آبشار پایین بسترسازی شده و قابل استفاده است اما راه آبشار بالا که در حدود یک کیلومتری آبشار پایین واقع شده نیاز به بسترسازی دارد و فعلاً با پای پیاده می‌توان مسیر را پیمود و از آبشار دیدن کرد البته چشم‌انداز آبشار بالا قشنگ‌تر از آبشار پایین می‌باشد .
 غارهای جین زاغاسی و قویون زاغاسی نیز در همین منطقه واقع بوده که راه دسترسی به آنها از محل کمپ پیاده‌رو می‌باشد اردیبهشت ماه این منطقه از سرسبزی و طراوت ویژه ای برخوردار می‌شود و سبزه‌ها وگل‌های وحشی خودرو زیبایی آن را چند برابر می‌کند.
```

```
 در همین ناحیه تپه ای وجود دارد که آثاری از ابنیه‌های دوران گذشته در آن به چشم می‌خورد که محوطه ای در حدود چند کیلومتر را شامل می‌شود و احتمالاً این خرابه‌ها مربوط به دورهٔ اورارتوها می‌باشد و استخوان‌های انسان و حیوان و تکه‌های سفالی شکسته عموماً در سه رنگ در محوطه، به وفور دیده می‌شود که تعیین دقیق تاریخ منطقه نیاز به تحقیقات باستان‌شناسی دارد.
 چشمه آب معدنی طعم دار و گاز دار مشهور به زَی سو نیز در دامنه کوه آغداش این روستا واقع شده که اهالی و بازدید کنندگان برای از بین بردن سنگ کلیه از آن استفاده می‌کنند .
 چشمه داشلی بولاغ در داخل روستا و در دامنه تپه قالانین باشی واقع شده و پارک کوچکی نیز در این محوطه ساخته شده که آب چشمه قابل شرب بوده و چشمه و تپه از دیدنی‌های این روستا می‌باشد.<ref>
ایرانیکا:آیروملو
</re
```

f>